# Brugmansia
Brugmansia, comúnmente conocida como trompeta de ángel, es un género de plantas fanerógamas arbustivas de la familia Solanaceae, nativo de las regiones subtropicales de México, Centro y Sudamérica, a lo largo de los Andes de Colombia hasta el norte de Chile e incluso el sudeste de Brasil. Se han descrito unas sesenta especies, de las cuales solo una decena, incluidos los híbridos, están aceptadas. Usualmente empleadas como plantas ornamentales debido al tamaño de sus flores y colores vivos, estos arbustos emiten un aroma dulce durante la noche, que atrae a diversos insectos polinizadores y a colibríes. Todas las plantas pertenecientes al género poseen componentes alcaloides, hiosciamina y escopolamina, que son extremadamente venenosas y pueden causar alucinaciones, la depresión del sistema nervioso central, parálisis y finalmente la muerte.
*Nota: El género difiere de Datura en que es perenne, arbustivo y leñoso, de flor péndula con cáliz largamente hendido persistente, de ovario bilocular que deriva en un fruto inerme indehiscente.

## Descripción
La trompeta de ángel son arbustos o pequeños árboles que alcanzan alturas de 3 a 11 metros. Comúnmente visto en invernaderos y jardines como especie decorativa. Sus hojas tienen un tono verde pálido y márgenes ondulados, mientras que su madera es suave y facilita la creación de múltiples troncos con ramas. Además, la trompeta de ángel es una especie vegetal de hoja perenne, lo que implica que su hoja se mantiene verde en diversas estaciones. Las hojas son alternas, generalmente largas de 10 a 30 cm y con una anchura de 4 a 18 cm con bordes enteros o someramente dentados, a menudo con base del limbo asimétrica, y cubiertas de finas vellosidades.
Las flores, péndulas, llegan a medir 30 cm de largo; son generalmente blanquecinas o amarillas aunque también rosas, naranjas o rojas. El fruto es una baya no espinosa obovada o en forma de huso que puede ser muy largo. Contiene un número muy variable (hasta más de 300) de semillas centimétricas.
Su perfume, que sobre todo se manifiesta al anochecer, atrae insectos nocturnos y, sobre todo, murciélagos que son los principales responsables de la polinización, aunque ciertas especies (por ejemplo Brugmansia sanguinea) son polinizadas por colibríes.

## Cultivo
El género crece fácilmente en climas sin heladas, sobre suelos húmedos y fértiles bien drenados, a pleno sol o a media sombra. La floración comienza a mediados o finales de la primavera en climas cálidos y continúa hasta el otoño, a menudo se puede alargar hasta principios del invierno en condiciones cálidas. En inviernos fríos, las plantas cultivadas a la intemperie pueden necesitar protección pero la raíz es resistente y rebrotará en primavera. Las especies de regiones altas, como B. Sphaerocarpium, prefieren temperaturas moderadas y noches frescas, y pueden no florecer si las temperaturas son muy elevadas. La propagación de la mayoría de las especies se logra fácilmente por cortes de esqueje de 10 a 20 cm tomados del final de una rama y sembrándolos durante el verano.

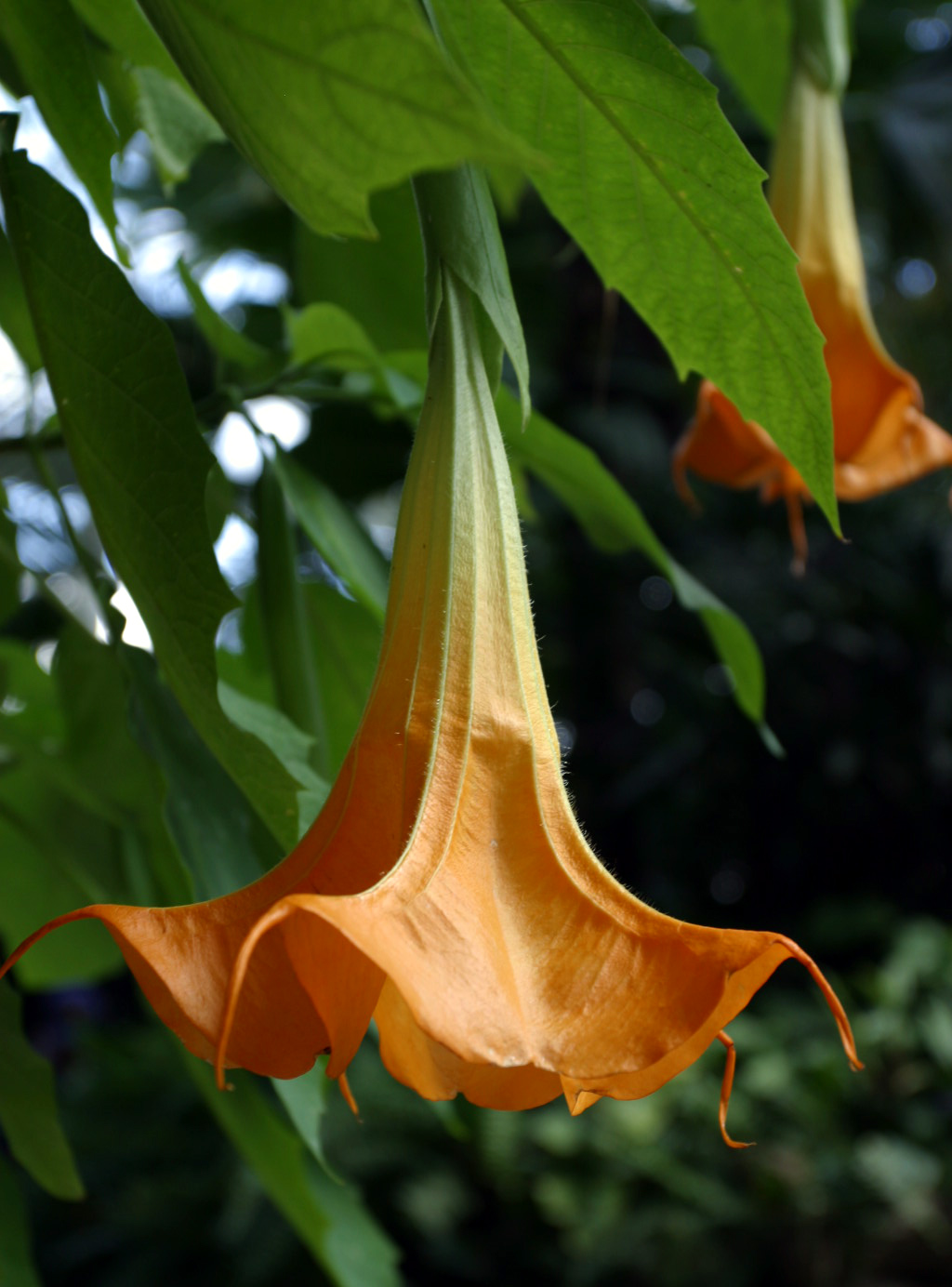
Flor de Brugmansia.

Diversos híbridos y una infinidad (más de 2500) de cultivares se han desarrollado para su uso como ornamentales. B. x candida es un híbrido entre B. aurea y B. versicolor, B. x flava resulta de B. arborea y B. sanguinea, y B. x cubensis es el resultado de tres especies: B. suaveolens, B. versicolor y B. aurea.
También existen cultivares con flores dobles y algunos con hojas variegadas.

## Toxicidad
Como en el caso de Datura, todas las partes de las plantas de este género son altamente tóxicas debido a su contenido en alcaloides tropánicos (escopolamina e hiosciamina, entre otros). Su ingestión, tanto en humanos como en otros animales, puede resultar fatal. El simple contacto con los ojos puede producir midriasis (dilatación de las pupilas) o anisocoria (desigualdad en el tamaño pupilar).
En algunos lugares está prohibido el comercio o cultivo de las especies de este género.

## Usos
Estas plantas son ingeridas en ocasiones por diversión o en ceremonias chamánicas por su contenido de alcaloides. Sin embargo, dada la inestabilidad de los compuestos, el grado de intoxicación es impredecible y puede ser fatal.
El consumo ritual de Brugmansia es un importante aspecto del chamanismo en algunos pueblos indígenas del este del Amazonas como los jíbaros. Del mismo modo, es el componente central en la cosmología y prácticas chamánicas del pueblo urarina y Andaquí.
La burundanga que contiene la flor podría no ser incluida de manera autónoma en una publicación sobre drogas de abuso si no fuera por su uso ilícito, como un tóxico, diluido en bebidas alcohólicas o inhalado en cigarrillos, con el objetivo de causar sedación en individuos que, más adelante, serán víctimas de rapto, abusos sexuales o hurto. 
Incluso se ha contemplado la posibilidad de que esta sustancia pudiera actuar a través del contacto con la piel o a través de la aspiración de tejidos o papeles impregnados, a pesar de que los datos provenientes de fuentes policiales y de urgencias médicas no han corroborado esta hipótesis.

### Efectos de su consumo
- Sed, sequedad en la garganta
- Alucinaciones
- Alucinación de persecuciones
- Distorsión de imágenes
- Sueño
- Lagunas mentales
- Recuperación de algunos recuerdos perdidos
- Erecciones prolongadas
- Desorientación.
- Disminución de la memoria.
- Aceleración cardíaca.
- Hipertensión arterial.
- La boca y los ojos experimentan sequedad.
- Problemas para comunicarse y desplazarse.
- Disminución de la regulación de los movimientos corporales.[12]

La intoxicación aguda se manifiesta con signos como piel seca, temperatura elevada, sequedad bucal y falta de saliva y sudor, midriasis, visión borrosa, trastornos cardíacos (taquicardia), íleo intestinal y retención de orina. Se pueden notar alteraciones en el humor, ataxia, falta de concentración, distracciones y deterioro de la memoria. Cuando se consumen en cantidades excesivas, provoca desorientación, fantasías, leve euforia y alucinaciones, delirium, coma y hasta la muerte. 
Estos efectos pueden persistir por varias horas, e incluso días, y pueden ser extremadamente intensos, lo que podría convertirse en una experiencia sumamente inquietante y peligrosa. En ciertas situaciones pueden ser irremediables o provocar daños irreversibles al organismo. Además, es crucial considerar que la Brugmansia arborea no solo representa un peligro cuando se ingiere directamente, sino que también podría resultar tóxica si se respira su humo o si se utiliza de manera tópica. Es crucial eludir el uso de esta planta y solicitar asistencia médica inmediata si se presenta una exposición accidental o se consume.

### Métodos de uso como alucinógeno
Basta con hervir una o dos flores grandes en agua y beber la infusión. Al cabo de media hora la persona que lo ingiera estará bajo sus efectos. Los indígenas Achuar raspan la corteza del tallo y de esta corteza obtienen un zumo verdoso que luego beben siempre a las 5 de la tarde.
También son usadas las semillas por su fácil acceso y la cantidad en la que se presentan, pues una baya puede contener 50 o 100. Estas son más tóxicas que las flores, y con 5 o 6 semillas es suficiente para causar alucinaciones intensas llegando a causar escenas de terror o experiencias eufóricas y agradables. La persona que ha consumido Brugmansia no estará consciente de sus acciones, de lo que escucha o lo que ve a su alrededor. 
Además presenta efectos adversos, como midriasis prolongada, incluso por varios días, y resequedad de las mucosas de nariz y garganta. En muy raros casos puede llegar a asfixiar a la persona, pues se llega a una sensación de pánico y terror al no poder respirar.[cita requerida]

## Taxonomía
El género fue descrito por Christiaan Hendrik Persoon y publicado en Synopsis Plantarum, vol. 1, p. 216 en 1805. La especie tipo es: Brugmansia × candida Pers.
Etimología
Brugmansia: nombre genérico otorgado en honor a Sebald Justin Brugmans (1763-1819), profesor de historia natural en Leiden, Países Bajos.

## Especies aceptadas
- Brugmansia arborea (L.) Steud. non Lagerh.
- Brugmansia longifolia Lagerh.
- Brugmansia pittieri (Saff.) Moldenke
- Brugmansia sanguinea (Ruiz & Pav.) D.Don
- Brugmansia suaveolens (Humb. & Bonpl. ex Willd.) Bercht. & J.Presl
- Brugmansia versicolor Lagerh.
- Brugmansia × candida Pers.
- Brugmansia × cubensis (V.R.Fuentes) V. R. Fuentes
- Brugmansia × dolichocarpa Lagerh.
- Brugmansia × insignis (Barb.Rodr.) Lockwood ex R.E.Schult
- Brugmansia × rubella (Soff.) Moldenke[1]

Estas especies se dividieron anteriormente en dos grupos naturales genéticamente aislados. Brugmansia sección Brugmansia incluía las especies insignis, sauveolens y versicolor; y se denominó informalmente como "grupo de cultivo cálido". La sección B Sphaerocarpium incluye las especies arborea y sanguinea y se denominó "grupo de cultivo frío".

## Nombres vernáculas
Sus especies son conocidas como "Trompetas de Ángel", nombre que comparten con los toloaches del género Datura con el cual está estrechamente emparentado. El nombre común en Colombia es "borrachero" o "cacao sabanero", que también se da a algunas plantas del género Datura. En Guatemala y El Salvador se le llama "florifundia". En Costa Rica le llaman "reina de la noche". En Venezuela se conoce como "campanita". En Ecuador, Perú, Bolivia, Chile, México y Argentina es conocida como "floripondio". En República Dominicana, Cuba y Puerto Rico se le conoce como "flor de campana", "campanilla" o “té de campana”.